# 青坪镇
青坪镇，是中华人民共和国湖南省湘西土家族苗族自治州永顺县下辖的一个乡镇级行政单位。

## 行政区划
青坪镇下辖以下地区：
青坪社区、洗壁溪村、桂竹村、曹家村、两岔村、中福村、中山村、太平村、龙关村和洞坎河村。